# Ottawa (Illinois)
Ottawa je město na soutoku řeky Illinois a Liščí řeky, správní středisko okresu LaSalle v Illinois, USA. Podle sčítání lidu z roku 2010 měla Ottawa 18,786 obyvatel.
Obyvatelé města se aktivně zapojili do abolicionistického hnutí za zrušení otroctví. V roce 1858 zde proběhla debata mezi Abraham Lincoln a Stephenem A. Douglasem, lídrem demokratů, v níž Douglas obvinil Lincolna, že chce z Illinois udělat černošskou kolonii. Dům Johna Hossacka byl jednou z hlavních zastávek podzemní železnice, neboť Ottawa byla střediskem silniční, železniční i vodní dopravy.
Ottawa hrála důležitou roli při výstavbě kanálu propojujícího řeku Illinois s Michiganským jezerem.
V roce 1922 zahájila ve městě činnost dnes již zaniklá Radium Dial Company, která zaměstnávala stovky mladých žen nanášením radioluminiscenční vrstvy na ciferníky hodinek. V roce 1986 natočila Carole Langerová dokumentární film, kde doložila, že mnoho z těchto žen zemřelo v mladém věku, neboť byly instruovány olizovat štětce, aby zvýšily přesnost nanášení. V některých oblastech města jsou stále zvýšené koncentrace rádia a emise radonu.
Blízko města se nacházejí rozsáhlá ložiska kvalitního písku, který lze s výhodou přepravovat po řece Illinois. Díky nim se zde rozvinul sklářský průmysl, později specializovaný na výrobu skel pro automobily. Automobilový průmysl se později rozšířil i na výrobu plastů. Největším zaměstnavatelem ve městě je výrobce plastů SABIC, který koupil GE Plastic, následovníka továrny Borg Warner, která vyráběla automobilová skla.